# A Mountain Tragedy (film 1916)
A Mountain Tragedy è un cortometraggio muto del 1916 diretto da George Cochrane.

## Produzione
Il film fu prodotto dalla Bison Motion Pictures (con il nome 101-Bison) e Universal Film Manufacturing Company

## Distribuzione
Distribuito dall'Universal Film Manufacturing Company, il film - un cortometraggio in due bobine - uscì nelle sale cinematografiche statunitensi il 7 ottobre 1916.